# 히가시쿠니 나루히코
히가시쿠니노미야 나루히코 왕(일본어: 東久邇宮稔彦王, 1887년 12월 3일~1990년 1월 20일)은 일본의 구황족이자 육군 군인이다. 계급은 육군 대장.
1944년 도조 히데키 후임으로써 일본 제국 부총리 겸 총리 권한대행 직을 이행하며 히로히토의 섭정을 잠시 지냈고 1945년 8월 17일부터 1945년 10월 9일까지 일본 황족으로서는 유일한 일본 제국의 제43대 내각총리대신을 지냈으며 전후 일본의 첫 내각총리대신이다. 제2차 세계 대전 이후에 패전 처리 내각으로서 헌정 사상 처음이자 마지막으로 황족 내각을 조성하였으며 연합국에 대한 항복 문서의 조인, 육·해군의 해체, 복원의 처리를 실시하였다.
총리 재임 시절 일본의 일억 총참회(一億總懺悔)를 주장했지만 악명높았던 치안유지법을 고수하려다가 연합군 최고사령부의 민주화 방침에 의해 오래가지 못했고, 역대 일본 내각 성립 이래 재임 최단 기간인 54일 만에 총사퇴했다.
총리 직을 사퇴한 후에는 본인의 궁호를 딴 이름의 신흥 종교인 히가시쿠니교를 창시하여 그 교주가 되었고, 이때, 나루히코 본인은 GHQ 측에 자신의 신적강하를 요구하여 황적에서 삭제되었다.
1990년 1월 20일에 향년 102세의 나이로 사망하였다.

## 가족관계
- 장남: 히가시쿠니 모리히로(東久邇盛厚, 1917~1969)
- 차남: 모로마사 왕(師正王, 1918~1923)
- 삼남: 아와타 아키쓰네(粟田彰常, 1920~2006)
- 사남: 다라마 도시히코(多羅間俊彦, 1929~2015[1])[주 1][2]

## 같이 보기
- 히가시쿠니노미야 내각
- 연합군 점령하의 일본
- 가쓰 가이슈